# 国鉄7720形蒸気機関車
7720形は、かつて日本国有鉄道の前身である鉄道省に在籍した、テンダ式蒸気機関車である。

## 概要
もとは、樺太鉄道が1927年（昭和2年）から1936年（昭和11年）までに4次にわたって15両を製造した車軸配置2-6-0(1C)の2気筒単式の過熱式機関車である。1941年（昭和16年）の樺太鉄道の買収・樺太庁鉄道編入を経て、1943年（昭和18年）の樺太内地化による国有鉄道編入により、国有鉄道籍を得たものである。
当初の形式は60形であったが、国有鉄道編入にともなって7720形に改称された。なお、製造の状況は次のとおりである。
- 1927年 - 60 - 63（4両） → 7720 - 7723 : 汽車製造製（製造番号944 - 947）
- 1930年 - 64 - 68（5両） → 7724 - 7728 : 汽車製造製（製造番号1135 - 1139）
- 1934年 - 69 - 72（4両） → 7729 - 7732 : 日本車輌製造製（製造番号312 - 315）
- 1936年 - 73, 74（2両） → 7733, 7734 : 汽車製造製（製造番号1393, 1394）

系統としては、1925年（大正14年）に汽車製造が常総鉄道に納入した車軸配置2-6-2(1C1)形飽和タンク機関車（8, 9）や、1918年（大正7年）に台湾総督府鉄道に納入した車軸配置2-6-2(1C1)形過熱タンク機関車400形（後のC44形・CK100形）のテンダ機関車版というべきもので、テンダ（炭水車）は鉄道省6700形と同様である。
外観は一見、車軸位置が同じ鉄道省8620形に似るが、動輪直径は1,250mm（1927年製は1,220mm）と小さく、ボイラーも細く歩み板との間に不自然なまでの空隙がある。また、運転室下部の垂れはなく歩み板と下端が同一レベルで、酷寒地での使用に対応して密閉式とされ、炭水車前端部にも仕切りを設けて運転室と布でつなぎ、寒気の侵入を防いでいる。製造時はデフレクタ（除煙板）を装備していなかったが、後年、全車に装備された。樺太鉄道線は、地盤が軟弱なツンドラ地帯に敷設されているため、最大軸重10.83tと軽量に作られている。性能的には後年のC56形とは大体同等であった。
樺太鉄道では、おもに平坦な落合 - 白浦間、元泊 - 敷香間で客貨両用で使用した。内地編入後の1944年（昭和19年）の配置は、7725, 7734が真岡、7720 - 7723が白浦、7724, 7726 - 7733が敷香であった。1945年（昭和20年）の敗戦にともない樺太を占領したソビエト連邦に接収されたが、その後の消息は明らかでない。

## 主要諸元
- 全長：14,948mm
- 全高：3,658mm
- 全幅：2,630mm
- 軌間：1,067mm
- 車軸配置：2-6-0(1C)
- 動輪直径：1,220mm(7720 - 7723), 1,250mm(7724 - 7734)
- シリンダー（直径×行程）：406mm×558mm
- 弁装置：ワルシャート式
- ボイラー圧力：13.0kg/cm2（≒1.275MPa）
- 火格子面積：1.49m2
- 全伝熱面積：84.56m2
  - 過熱伝熱面積：19.51m2
  - 全蒸発伝熱面積：65.03m2
    - 煙管蒸発伝熱面積：57.41m2
    - 火室蒸発伝熱面積：7.62m2
- ボイラー水容量：2.97m3
- 大煙管（直径×長サ×数）：127mm×3,429mm×15
- 小煙管（直径×長サ×数）：45mm×3,429mm×77
- 機関車重量（運転整備）：31.80t
- 機関車重量（空車）：34.75t
- 機関車動輪上重量（運転整備）：27.60t
- 動輪軸重（平均）：10.83t
- 炭水車重量（運転整備）：27.60t
- 炭水車重量（空車）：12.70t
- 水タンク容量：11.40m3
- 燃料積載量：3.56t
- 機関車性能：
  - シリンダ引張力：8,330kg(7720 - 7723), 8,130kg(7724 - 7734)
- ブレーキ装置 : 手ブレーキ、真空ブレーキ